# Putsch da Cervejaria
O Putsch da Cervejaria, também conhecido como Putsch de Munique, foi um golpe de estado fracassado do Partido Nazista (Nationalsozialistische Deutsche Arbeiterpartei ou NSDAP) por seu líder Adolf Hitler, Generalquartiermeister Erich Ludendorff e outros líderes Kampfbund em Munique, Baviera, em 8–9 de novembro de 1923, durante a República de Weimar. Aproximadamente dois mil nazistas marcharam sobre o Feldherrnhalle, no centro da cidade, mas foram confrontados por um cordão policial, que resultou na morte de 16 nazistas, quatro policiais e um transeunte.
Hitler escapou da prisão imediata e foi levado para um local seguro no campo. Depois de dois dias, ele foi preso e acusado de traição.
O golpe chamou a atenção da nação alemã para Hitler pela primeira vez e gerou manchetes de primeira página em jornais de todo o mundo. A sua prisão foi seguida de um julgamento de 24 dias, que foi amplamente divulgado e lhe deu uma plataforma para expressar os seus sentimentos nacionalistas à nação. Hitler foi considerado culpado de traição e condenado a cinco anos na Prisão de Landsberg, onde ditou Mein Kampf aos companheiros de prisão Emil Maurice e Rudolf Hess. Em 20 de dezembro de 1924, depois de cumprir apenas nove meses, Hitler foi libertado. Uma vez libertado, Hitler redirecionou o seu foco para a obtenção do poder através de meios legais e não através da revolução ou da força, e consequentemente mudou as suas táticas, desenvolvendo ainda mais a propaganda nazista.

## Prelúdio
No início do século XX, muitas das grandes cidades do sul da Alemanha tinham cervejarias, onde centenas, e às vezes milhares, de pessoas socializavam à noite, bebiam cerveja e participavam em debates políticos e sociais. Essas cervejarias também se tornaram anfitriãs de comícios políticos ocasionais. Uma das maiores cervejarias de Munique era a Bürgerbräukeller, que se tornou o local onde o golpe começou.
Após o Tratado de Versalhes, que encerrou a Primeira Guerra Mundial, a Alemanha declinou como grande potência europeia. Tal como muitos alemães da época, Hitler, que tinha lutado no exército alemão mas ainda tinha cidadania austríaca na altura, acreditava que o tratado era uma traição, tendo o país sido "apunhalado pelas costas" pelo seu próprio governo, particularmente já que se pensava popularmente que o exército alemão estava invicto em campo. Para a derrota, Hitler usou líderes civis, judeus e marxistas, como bodes expiatórios, mais tarde chamados de "Criminosos de Novembro".
Hitler permaneceu no exército em Munique após a guerra. Ele participou de vários cursos de "pensamento nacional", organizados pelo Departamento de Educação e Propaganda do Exército da Baviera sob o comando do capitão Karl Mayr, dos quais Hitler se tornou agente. O capitão Mayr ordenou a Hitler, então um Gefreiter (não o equivalente a cabo de lança, mas uma classe especial de soldado raso) e detentor da Cruz de Ferro, Primeira Classe, para se infiltrar no minúsculo Deutsche Arbeiterpartei ("Partido dos Trabalhadores Alemães", abreviado DAP). Hitler juntou-se ao DAP em 12 de setembro de 1919. Rapidamente percebeu que estava de acordo com muitos dos princípios subjacentes ao DAP e ascendeu ao seu posto mais alto na atmosfera política caótica que se seguiu na Munique do pós-guerra. Por acordo, Hitler assumiu a liderança política de uma série de "associações patrióticas" revanchistas da Baviera, chamadas Kampfbund. Esta base política estendeu-se para incluir cerca de 15 000 membros da Sturmabteilung (SA, literalmente "Destacamento de Tempestade"), a ala paramilitar do NSDAP.
Em 26 de setembro de 1923, após um período de turbulência e violência política, o primeiro-ministro da Baviera Eugen von Knilling declarou estado de emergência e Gustav Ritter von Kahr foi nomeado Staatskomissar ("comissário estadual"), com poderes ditatoriais para governar o estado. Além de von Kahr, chefe da polícia estadual da Baviera, coronel Hans Ritter von Seisser e Reichswehr General Otto von Lossow formou um triunvirato governante. Hitler anunciou que realizaria 14 reuniões em massa a partir de 27 de setembro de 1923. Com medo da potencial interrupção, um dos Kahr. As primeiras ações de Hitler foram proibir as reuniões anunciadas, colocando Hitler sob pressão para agir. Os nazistas, com outros líderes do Kampfbund, sentiram que tinham de marchar sobre Berlim e tomar o poder ou os seus seguidores virar-se-iam para os comunistas. Hitler contou com a ajuda do general da Primeira Guerra Mundial Erich Ludendorff na tentativa de obter o apoio de Kahr e seu triunvirato. No entanto, Kahr tinha seu próprio plano com Seisser e Lossow de instalar uma ditadura nacionalista sem Hitler.

## O Putsch

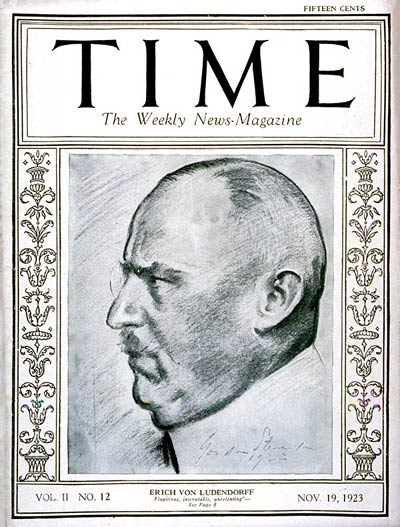
Erich Ludendorff na capa da Time, 19 de novembro de 1923

O golpe foi inspirado pela bem-sucedida Marcha sobre Roma de Benito Mussolini. De 22 a 29 de outubro de 1922, Hitler e seus associados planejaram usar Munique como base para uma marcha contra o governo alemão da República de Weimar. Mas as circunstâncias diferiam das da Itália. Hitler percebeu que Kahr procurava controlá-lo e não estava pronto para agir contra o governo de Berlim. Hitler queria aproveitar um momento crítico para uma agitação e apoio popular bem-sucedidos  Ele decidiu resolver o problema com suas próprias mãos. Hitler, junto com um grande destacamento da SA, marchou sobre o Bürgerbräukeller, onde Kahr estava fazendo um discurso diante de 3 000 pessoas.
Na noite de 8 de novembro de 1923, o 603 SA cercou a cervejaria e uma metralhadora foi instalada no auditório. Hitler, rodeado pelos seus associados Hermann Göring, Alfred Rosenberg, Rudolf Hess, Ernst Hanfstaengl, Ulrich Graf, Johann Aigner, Adolf Lenk, Max Amann, Max Erwin von Scheubner-Richter, Wilhelm Adam, Robert Wagner e outros (cerca de 20 no total), avançou pelo auditório lotado. Incapaz de ser ouvido pela multidão, Hitler disparou um tiro para o teto e pulou em uma cadeira, gritando: "A revolução nacional estourou! O salão está cercado por seiscentos homens. Ninguém está autorizado a sair." Ele prosseguiu afirmando que o governo da Baviera foi deposto e declarou a formação de um novo governo com Ludendorff.
Hitler, acompanhado por Hess, Lenk e Graf, ordenou que o triunvirato de Kahr, Seisser e Lossow se instalasse numa sala adjacente sob a mira de uma arma e exigiu que apoiassem o golpe e aceitassem os cargos governamentais que ele lhes atribuiu. Hitler havia prometido a Lossow alguns dias antes que não tentaria um golpe, mas agora pensava que obteria uma resposta imediata de afirmação deles, implorando a Kahr que aceitasse a posição de regente da Baviera. Kahr respondeu que não se podia esperar que ele colaborasse, especialmente porque havia sido retirado do auditório sob forte vigilância.
Heinz Pernet, Johann Aigne e Scheubner-Richter foram enviados para resgatar Ludendorff, cujo prestígio pessoal estava sendo aproveitado para dar credibilidade aos nazistas. Um telefonema foi feito da cozinha por Hermann Kriebel para Ernst Röhm, que estava esperando com seu Bund Reichskriegsflagge em Löwenbräukeller, outra cervejaria, e ele recebeu ordens de tomar edifícios importantes em toda a cidade. Ao mesmo tempo, co-conspiradores sob o comando de Gerhard Rossbach mobilizaram os alunos de uma escola de oficiais de infantaria próxima para atingir outros objetivos.

Hitler ficou irritado com Kahr e convocou Ernst Pöhner, Friedrich Weber e Hermann Kriebel para substituí-lo enquanto ele retornava ao auditório ladeado por Rudolf Hess e Adolf Lenk. Ele deu continuidade ao discurso de Göring e afirmou que a ação não era dirigida à polícia e ao Reichswehr, mas contra "o governo judeu de Berlim e os criminosos de novembro de 1918". O Dr. Karl Alexander von Mueller, professor de história moderna e ciência política na Universidade de Munique e defensor de Kahr, foi uma testemunha ocular. Ele relatou:
Não consigo me lembrar em toda a minha vida de tal mudança de atitude de uma multidão em poucos minutos, quase alguns segundos... Hitler os virou do avesso, como se vira uma luva do avesso, com algumas frases. Tinha quase algo de hocus-pocus ou magia.
Hitler terminou o seu discurso com: "Lá fora estão Kahr, Lossow e Seisser. Eles estão lutando arduamente para chegar a uma decisão. Posso dizer-lhes que você os apoiará?".

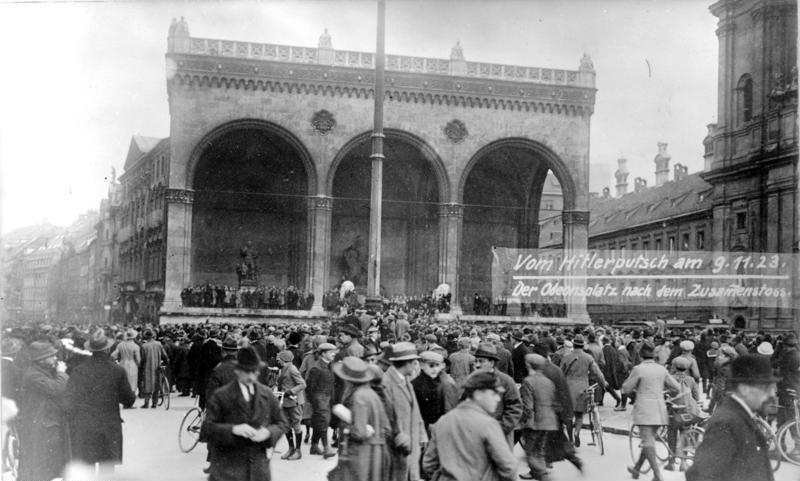
Odeonsplatz em Munique, 9 de novembro

A multidão no salão apoiou Hitler com um grito de aprovação. Ele terminou:
Você pode ver que o que nos motiva não é a presunção nem o interesse próprio, mas apenas um desejo ardente de entrar na batalha nesta grave última hora pela nossa pátria alemã... Uma última coisa posso lhe dizer. Ou a revolução alemã começa esta noite ou estaremos todos mortos ao amanhecer!
Hitler, Ludendorff e outros, voltaram ao pódio do salão principal, onde fizeram discursos e apertaram as mãos. A multidão foi então autorizada a deixar o salão. Num erro tático, Hitler decidiu deixar o Bürgerbräukeller pouco depois para lidar com uma crise em outro lugar. Por volta das 22h30, Ludendorff libertou Kahr e seus associados.
O Bund Oberland, sob o comando de Max Ritter von Müller, foi enviado para apreender armas do Quartel de Engenheiros do Exército sob o pretexto de realizar manobras de treinamento. Oskar Cantzler, capitão da 1ª companhia do 7º Batalhão de Engenheiros, não acreditou neles, mas permitiu que realizassem as manobras dentro do prédio. Ele trancou o prédio com os 400 homens dentro e posicionou duas metralhadoras na entrada. Hitler tentou libertar os homens, mas Cantzler recusou. Hitler considerou usar artilharia para destruir o prédio, mas optou por não fazê-lo.
A noite foi marcada por confusão e agitação entre funcionários do governo, forças armadas, unidades policiais e indivíduos que decidiam onde residia a sua lealdade. Unidades do Kampfbund corriam para se armar com esconderijos secretos e apreender edifícios. Por volta das 03h00, as primeiras vítimas do golpe ocorreram quando a guarnição local do Reichswehr avistou os homens de Röhm saindo da cervejaria. Eles foram emboscados enquanto tentavam chegar ao quartel do Reichswehr por soldados e policiais estaduais; tiros foram disparados, mas não houve mortes em nenhum dos lados. Encontrando forte resistência, Röhm e seus homens foram forçados a recuar. Enquanto isso, os oficiais do Reichswehr colocaram toda a guarnição em alerta e pediram reforços.

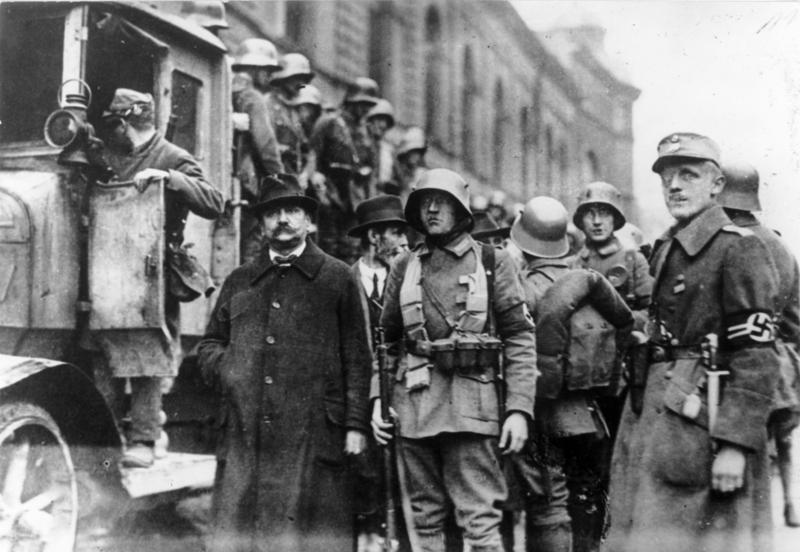
Os primeiros nazistas que participaram da tentativa de tomar o poder durante o Putsch de 1923

Pela manhã, Hitler ordenou a tomada da Câmara Municipal de Munique como reféns.
No meio da manhã de 9 de novembro, Hitler percebeu que o golpe não levaria a lugar nenhum. Os golpistas não sabiam o que fazer e estavam prestes a desistir. Neste momento, Ludendorff gritou: "Wir marschieren!" ("Vamos marchar!"). A força de Röhm juntamente com a de Hitler (um total de aproximadamente 2 000 homens) marcharam – mas sem destino específico. No calor do momento, Ludendorff os conduziu ao Ministério da Defesa da Baviera. No entanto, na Odeonsplatz, em frente ao Feldherrnhalle, eles encontraram uma força de 130 soldados bloqueando o caminho sob o comando do Tenente Sênior da Polícia Estadual Michael Freiherr von Godin. Os dois grupos trocaram tiros, o que resultou na morte de 16 nazistas, quatro policiais e um transeunte.
Embora a sua derrota pelas forças governamentais tenha forçado Hitler e Ludendorff a fugir de Munique, foi a origem da Blutfahne (“bandeira de sangue”), que foi manchada com o sangue de dois membros da SA que foram baleados: o porta-bandeira Heinrich Trambauer, gravemente ferido, e Andreas Bauriedl, que caiu morto sobre a bandeira caída. Uma bala matou Scheubner-Richter. Göring levou um tiro na perna, mas escapou. O resto dos nazistas se dispersou ou foi preso. Hitler foi preso dois dias depois.
Em uma descrição do funeral de Ludendorff no Feldherrnhalle em 1937 (ao qual Hitler compareceu, mas sem falar), William L. Shirer escreveu: "O herói da [Primeira Guerra Mundial] [Ludendorff] recusou-se a ter qualquer coisa a ver com ele [Hitler] desde então. ele havia fugido da frente do Feldherrnhalle após a saraivada de balas durante o Putsch da Cervejaria. No entanto, quando uma remessa de documentos relativos à prisão de Landsberg (incluindo o livro de visitantes) foi posteriormente vendida em leilão, notou-se que Ludendorff tinha visitado Hitler várias vezes. O caso dos papéis de recapeamento foi noticiado no Der Spiegel em 23 de junho de 2006; as novas informações (que surgiram mais de 30 anos depois que Shirer escreveu seu livro, e às quais Shirer não teve acesso) anulam a declaração de Shirer.

### Contra-ataque
As unidades policiais foram notificadas pela primeira vez sobre o problema por três detetives policiais estacionados em Löwenbräukeller . Esses relatórios chegaram ao major Sigmund von Imhoff, da polícia estadual. Ele imediatamente chamou todas as suas unidades policiais verdes e fez com que apreendessem a central telegráfica e a central telefônica, embora seu ato mais importante tenha sido notificar o major-general Jakob von Danner, comandante da cidade do Reichswehr em Munique. Como um orgulhoso herói de guerra, Danner odiava o "pequeno cabo" e aqueles "bandos de desordeiros Freikorps". Ele também não gostou muito de seu comandante, Generalleutnant Otto von Lossow, "uma triste figura de homem". Ele estava determinado a acabar com o golpe com ou sem Lossow. Danner montou um posto de comando no quartel do 19º Regimento de Infantaria e alertou todas as unidades militares.
Enquanto isso, o capitão Karl Wild, sabendo do golpe pelos manifestantes, mobilizou seu comando para proteger o prédio do governo de Kahr, o Commissariat, com ordens de atirar.
Por volta das 23h, o major-general von Danner, junto com seus colegas generais Adolf Ritter von Ruith e Friedrich Kreß von Kressenstein, obrigaram Lossow a repudiar o golpe.
Havia um membro do gabinete que não estava no Bürgerbräukeller: Franz Matt, vice-primeiro-ministro e ministro da educação e cultura. Católico romano firmemente conservador, ele estava jantando com o arcebispo de Munique, o cardeal Michael von Faulhaber e com o núncio na Baviera, o arcebispo Eugenio Pacelli (que mais tarde se tornaria Papa Pio XII), quando soube do golpe. Ele imediatamente telefonou para Kahr. Quando encontrou o homem vacilante e inseguro, Matt fez planos para estabelecer um governo no exílio em Regensburg e redigiu uma proclamação apelando a todos os agentes da polícia, membros das forças armadas e funcionários públicos para permanecerem leais ao governo. A ação desses poucos homens significou a ruína para aqueles que tentavam o golpe. No dia seguinte, o arcebispo e Rupprecht visitaram Kahr e persuadiram-no a repudiar Hitler.
Três mil estudantes da Universidade de Munique revoltaram-se e marcharam até Feldherrnhalle para depositar coroas de flores. Eles continuaram a revoltar-se até 9 de novembro, quando souberam da prisão de Hitler. Kahr e Lossow foram chamados de Judas e traidores.

## Julgamento e prisão

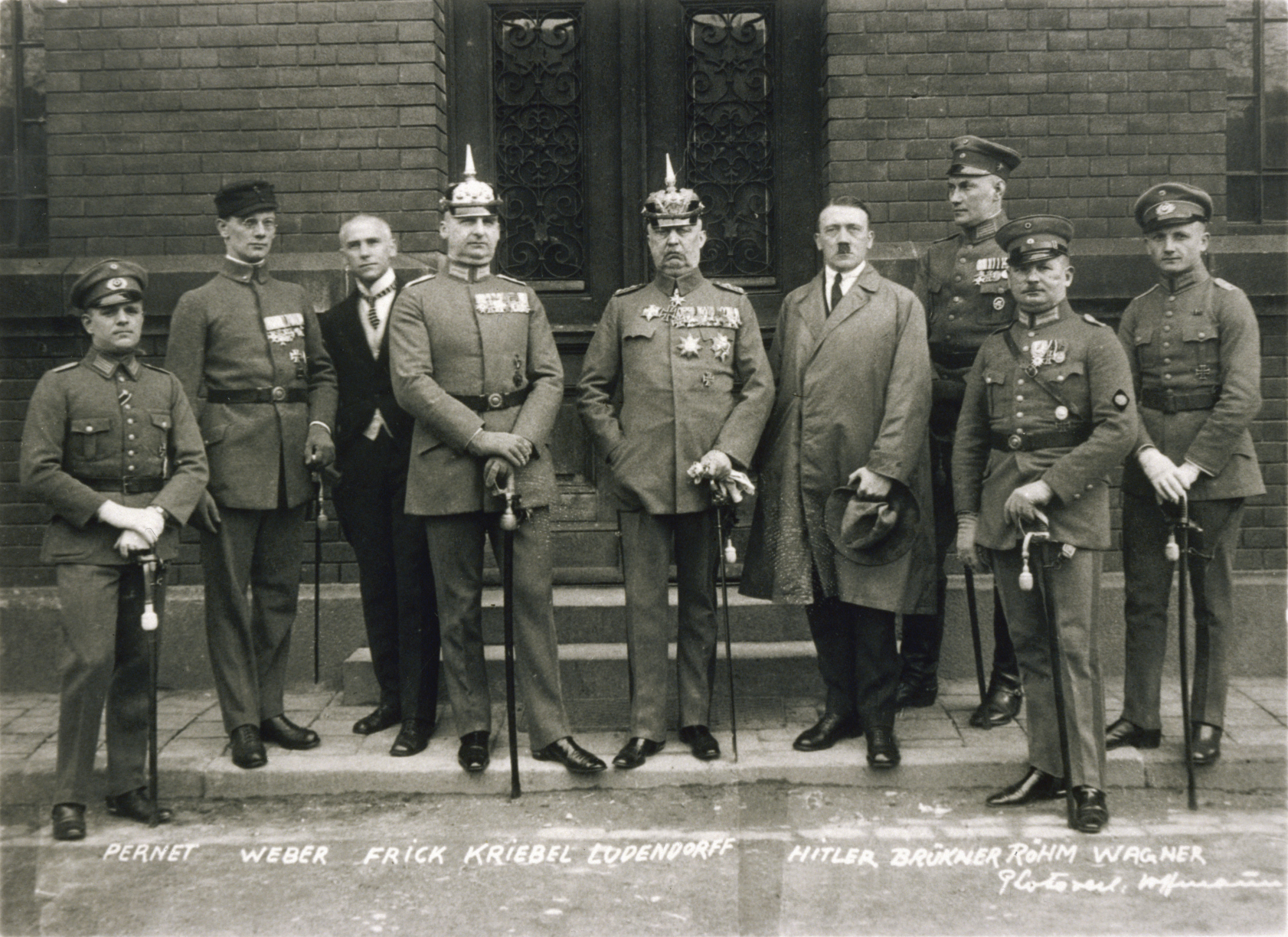
1º de abril de 1924. Réus no julgamento do Putsch da Cervejaria. Da esquerda para a direita: Pernet, Weber, Frick, Kriebel, Ludendorff, Hitler, Bruckner, Röhm e Wagner. Observe que apenas dois dos réus (Hitler e Frick) usavam roupas civis. Todos os uniformizados carregam espadas, indicando status de oficial

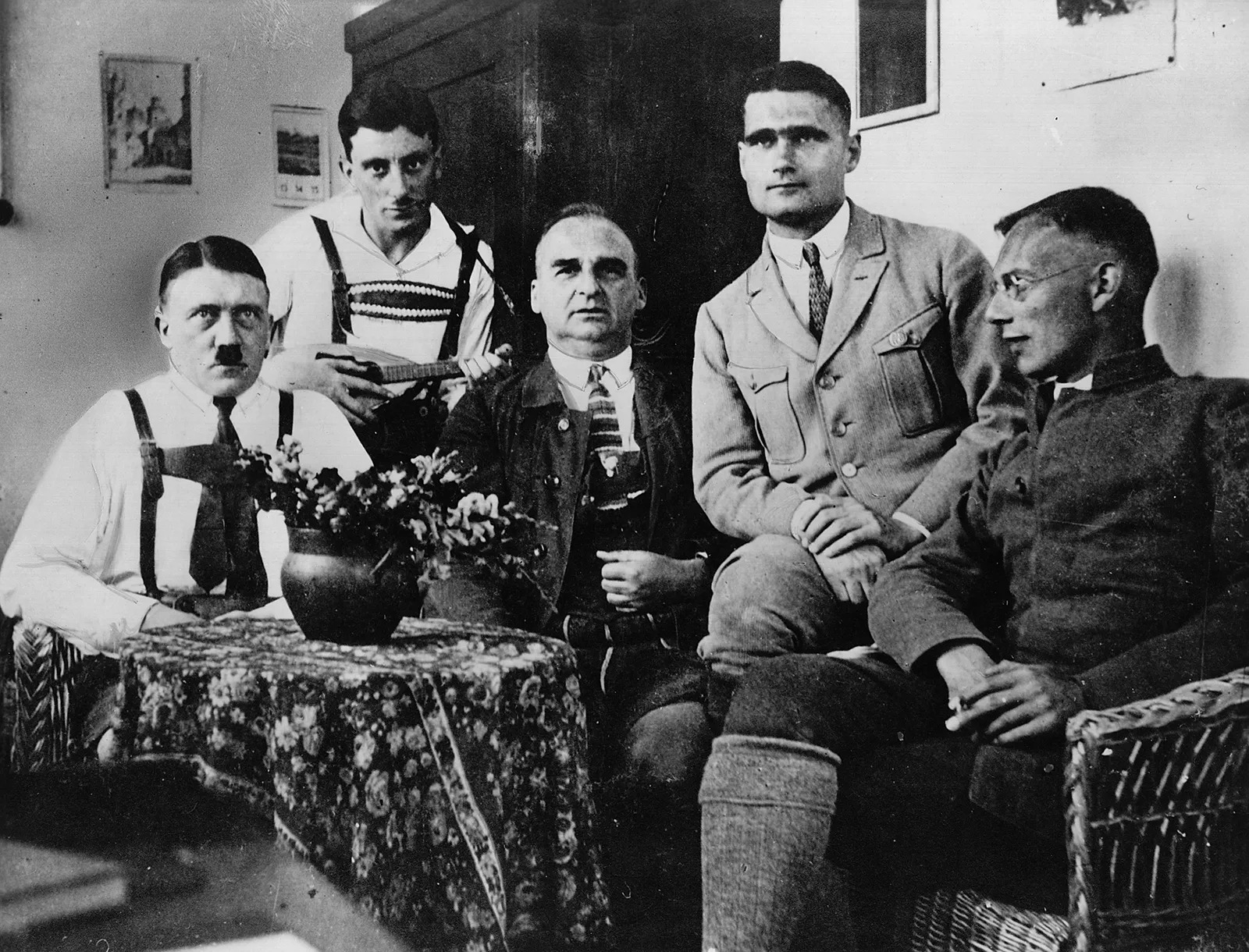
Adolf Hitler, Emil Maurice, Hermann Kriebel, Rudolf Hess e Friedrich Weber na prisão de Landsberg

Dois dias após o golpe, Hitler foi preso e acusado de alta traição no Tribunal Popular especial. Alguns de seus colegas conspiradores, incluindo Rudolf Hess, também foram presos, enquanto outros, incluindo Hermann Göring e Ernst Hanfstaengl, fugiram para a Áustria. A sede do Partido Nazista foi invadida e o seu jornal, o Völkischer Beobachter (O Observador do Povo), foi banido. Em janeiro de 1924, a Reforma Emminger, um decreto de emergência, aboliu o júri como julgador de fato e o substituiu por um sistema misto de juízes e juízes leigos no judiciário alemão.
Esta não foi a primeira vez que Hitler teve problemas com a lei. Num incidente em setembro de 1921, ele e alguns homens da SA perturbaram uma reunião do Bayernbund ("União da Baviera") à qual Otto Ballerstedt, um federalista bávaro, deveria ter se dirigido, e os desordeiros nazistas foram presos como resultado. Hitler acabou cumprindo pouco mais de um mês de uma sentença de três meses de prisão. O juiz Georg Neithardt foi o juiz presidente de ambos os julgamentos de Hitler.
O julgamento de Hitler começou em 26 de fevereiro de 1924 e durou até 1º de abril de 1924. Lossow atuou como testemunha principal da acusação. Hitler moderou o tom do julgamento, centrando a sua defesa na sua devoção altruísta ao bem do povo e na necessidade de uma ação ousada para salvá-lo, abandonando o seu habitual anti-semitismo.  Ele alegou que o golpe foi de sua exclusiva responsabilidade, inspirando o título de Führer ou “líder”. Os juízes leigos eram fanaticamente pró-nazistas e tiveram de ser dissuadidos pelo juiz presidente, Georg Neithardt, de absolver Hitler imediatamente. Hitler e Hess foram condenados a cinco anos em Festungshaft ("confinamento em fortaleza") por traição. Festungshaft era o mais brando dos três tipos de pena de prisão disponíveis na lei alemã da época; excluía o trabalho forçado, proporcionava celas razoavelmente confortáveis e permitia ao prisioneiro receber visitantes quase diariamente durante muitas horas. Esta era a sentença habitual para aqueles que o juiz acreditava terem motivos honrosos, mas equivocados, e não carregava o estigma de uma sentença de Gefängnis (prisão comum) ou Zuchthaus (prisão disciplinar). No final, Hitler cumpriu pouco mais de oito meses desta sentença antes de ser libertado antecipadamente por bom comportamento. Os funcionários da prisão supostamente queriam dar guardas surdos a Hitler, para impedi-lo de persuadi-los a libertá-lo.
Embora o julgamento tenha sido a primeira vez que a oratória de Hitler foi insuficiente, ele usou o julgamento como uma oportunidade para divulgar suas ideias, fazendo discursos no tribunal. O evento foi amplamente coberto pelos jornais do dia seguinte. Os juízes ficaram impressionados (o juiz presidente Neithardt estava inclinado ao favoritismo em relação aos réus antes do julgamento) e, como resultado, Hitler cumpriu pouco mais de oito meses de prisão e foi multado 500 ℛℳ. Devido à história de Ludendorff de que ele esteve presente por acidente, explicação que ele também usou no Kapp-Putsch, juntamente com seu serviço de guerra e conexões, Ludendorff foi absolvido. Tanto Röhm quanto Wilhelm Frick, embora considerados culpados, foram libertados. Göring, entretanto, fugiu depois de sofrer um ferimento de bala na perna, o que o levou a tornar-se cada vez mais dependente de morfina e outras drogas analgésicas. Esse vício continuou ao longo de sua vida.
Uma das maiores preocupações de Hitler no julgamento era que ele corria o risco de ser deportado de volta para sua Áustria natal pelo governo da Baviera. O juiz de primeira instância, Neithardt, simpatizou com Hitler e sustentou que as leis relevantes da República de Weimar não poderiam ser aplicadas a um homem "que pensa e sente como um alemão, como Hitler faz". O resultado foi que o líder nazista permaneceu na Alemanha.
Embora Hitler não tenha conseguido atingir o seu objetivo imediato, o golpe deu aos nazistas a sua primeira atenção nacional e vitória de propaganda.  Enquanto cumpriam suas sentenças de "confinamento em fortaleza" em Landsberg am Lech, Hitler, Emil Maurice e Rudolf Hess escreveram Mein Kampf. O golpe mudou a perspectiva de Hitler sobre a revolução violenta para efetuar mudanças. A partir daí seu modus operandi foi fazer tudo “estritamente legal”.
O processo de "combinação", em que o grupo conservador-nacionalista-monarquista pensava que os seus membros poderiam pegar carona e controlar o movimento nacional-socialista para conquistar os assentos do poder, iria se repetir dez anos depois, em 1933, quando Franz von Papen pediu a Hitler que formasse um governo de coalizão legal.

## Apoiadores do Golpe

### Principais
- Adolf Hitler
- Rudolf Hess
- Hermann Göring
- Alfred Rosenberg
- Erich Ludendorff
- Ernst Röhm
- Julius Streicher
- Hermann Kriebel
- Friedrich Weber
- Max Erwin von Scheubner-Richter
- Ulrich Graf
- Hermann Esser
- Ernst Hanfstaengl
- Gottfried Feder
- Joseph Berchtold
- Ernst Pöhner
- Emil Maurice
- Max Amann
- Heinz Pernet
- Wilhelm Brückner
- Lt. Robert Wagner

### Outros apoiadores notáveis
- Heinrich Himmler
- Edmund Heines
- Gerhard Roßbach
- Hans Frank
- Julius Schaub
- Walther Hewel
- Dietrich Eckart
- Wilhelm Frick
- Julius Schreck
- Josef 'Sepp' Dietrich
- Philipp Bouhler
- Franz Pfeffer von Salomon
- Gustav Adolf Lenk
- Gregor Strasser
- Hans Kallenbach
- Ernst Rüdiger Starhemberg
- Adolf Wagner
- Jakob Grimminger
- Heinrich Trambauer
- Karl Beggel
- Rudolf Jung
- Rudolf Buttmann
- Albrecht von Graefe
- Hans Ulrich Klintzsch
- Heinrich Hoffmann
- Josef Gerum
- Capt. Eduard Dietl
- Hans Georg Hofmann
- Matthaeus Hofmann
- Helmut Klotz
- Adolf Hühnlein
- Max Neunzert
- Michael Ried
- Karl Fischer von Treuenfeld
- Theodor Oberländer
- Eleonore Baur

### Na frente da marcha
Na vanguarda estavam quatro porta-bandeiras, seguidos por Adolf Lenk e Kurt Neubauer, servo de Ludendorff. Atrás desses dois vieram mais porta-bandeiras, depois a liderança em duas filas.
Hitler estava no centro, com um chapéu na mão e a gola do sobretudo levantada para se proteger do frio. À sua esquerda, em trajes civis, um chapéu de feltro verde e um casaco loden largo, estava Ludendorff. À direita de Hitler estava Scheubner-Richter. À sua direita estava Alfred Rosenberg. De cada lado desses homens estavam Ulrich Graf, Hermann Kriebel, Friedrich Weber, Julius Streicher, Hermann Göring e Wilhelm Brückner.
Atrás deles veio a segunda fileira de Heinz Pernet, Johann Aigner (servo de Scheubner-Richter), Gottfried Feder, Theodor von der Pfordten, Wilhelm Kolb, Rolf Reiner, Hans Streck e Heinrich Bennecke, ajudante de Brückner.
Atrás desta linha marcharam os Stoßtrupp-Hitler, as SA, a Escola de Infantaria e os Oberländer.

### Principais réus no julgamento "Ludendorff-Hitler"
| - Wilhelm Brückner - Wilhelm Frick - Adolf Hitler - Hermann Kriebel - Erich Ludendorff | - Heinz Pernet - Ernst Röhm - Lt. Robert Wagner - Friedrich Weber |

## Fatalidades

### Policiais da Baviera
- Friedrich Fink
- Nikolaus Hollweg
- Max Schoberth
- Rudolf Schraut

### Golpistas

Adolf Hitler revendo os membros da SA em 1935. Ele está acompanhado pela Blutfahne ("bandeira de sangue") e seu portador SS - Sturmbannführer Jakob Grimminger

Os 15 falecidos estão listados na dedicatória de Hitler ao Mein Kampf.
- Felix Allfarth, comerciante, nascido em 5 de julho de 1901 em Leipzig. Alfarth estudou merchandising na Siemens-Schuckert Works e mudou-se para Munique em 1923 para iniciar sua carreira.[56]
- Andreas Bauriedl, chapeleiro e veterano da Primeira Guerra Mundial, nascido em 4 de maio de 1879 em Aschaffenburg. Bauriedl foi atingido no abdômen, matando-o e fazendo-o cair sobre a bandeira nazista, que havia caído no chão quando seu porta-bandeira, Heinrich Trambauer, foi gravemente ferido. A bandeira encharcada de sangue de Bauriedl mais tarde se tornou a relíquia nazista conhecida como Blutfahne. Membro do Partido Nazista.[57]
- Theodor Casella, bancário e veterano da Primeira Guerra Mundial, nascido em 8 de agosto de 1900. Membro dos Freikorps e do Partido Nazista.
- Wilhelm Ehrlich, bancário e veterano da Primeira Guerra Mundial, nascido em 8 de agosto de 1894. Membro dos Freikorps e do Partido Nazista. Participante anterior do Kapp-Putsch.
- Martin Faust, bancário e veterano da Primeira Guerra Mundial, nascido em 4 de janeiro de 1901.
- Anton Hechenberger, serralheiro, nascido em 28 de setembro de 1902. Membro do Partido Nazista e Sturmabteilung.
- Oskar Körner, empresário e veterano da Primeira Guerra Mundial, nascido em 4 de janeiro de 1875 em Ober-Peilau. Membro do Partido dos Trabalhadores Alemães e do Partido Nazista.
- Karl Laforce, estudante de engenharia, nascido em 28 de outubro de 1904; o mais jovem a morrer no golpe. Membro do Partido Nazista, Sturmabteilung, e Stoßtrupp-Hitler.
- Kurt Neubauer, criado de Erich Ludendorff e veterano da Primeira Guerra Mundial, nascido em 27 de março de 1899 em Hopfengarten, Kreis Bernberg. Membro dos Freikorps.
- Klaus von Pape, empresário, nascido em 16 de agosto de 1904 em Oschatz.
- Theodor von der Pfordten, juiz e veterano da Primeira Guerra Mundial, nascido em 14 de maio de 1873 em Bayreuth. Membro do Partido Popular Nacional Alemão. Durante seu tempo como comandante de um campo de prisioneiros de guerra em Traunstein, Pfordten foi implicado no abuso de prisioneiros de guerra, especialmente russos.[58]
- Johann Rickmers, capitão de cavalaria aposentado e veterano da Primeira Guerra Mundial; nascido em 7 de maio de 1881 em Bremen. Membro dos Freikorps.
- Max Erwin von Scheubner-Richter, líder nazista, nascido em 21 de janeiro de 1884 em Riga. Membro do Partido Nazista. Participante anterior do Kapp Putsch.
- Lorenz Ritter von Stransky-Griffenfeld, engenheiro e veterano da Primeira Guerra Mundial, nascido em 14 de março de 1889. Membro do Freikorps, Partido Nazista e Sturmabteilung.
- Wilhelm Wolf, empresário e veterano da Primeira Guerra Mundial, nascido em 19 de outubro de 1898. Membro dos Freikorps e do Partido Nazista.

Scheubner-Richter caminhava de braços dados com Hitler durante o golpe; ele foi baleado nos pulmões e morreu instantaneamente. Ele derrubou Hitler e deslocou o ombro de Hitler quando ele caiu. Ele foi o único líder nazista significativo a morrer durante o golpe. De todos os membros do partido que morreram no golpe, Hitler afirmou que Scheubner-Richter era a única "perda insubstituível".
De acordo com Ernst Röhm, Martin Faust e Theodor Casella, ambos membros da organização milícia armada Reichskriegsflagge, foram abatidos acidentalmente em uma rajada de metralhadora durante a ocupação do Ministério da Guerra como resultado de um mal-entendido com o II/Regimento de Infantaria 19.
Também homenageado como mártir no Mein Kampf foi Karl Kuhn (nascido em 7 de julho de 1875), garçom-chefe de um restaurante. Supostamente, ele participou do golpe como membro do Freikorps Oberland e foi morto a tiros pela polícia. Na realidade, Kuhn era um espectador inocente. Ele trabalhava como garçom em um restaurante próximo quando saiu para assistir, após o que foi morto no fogo cruzado.

## Legado

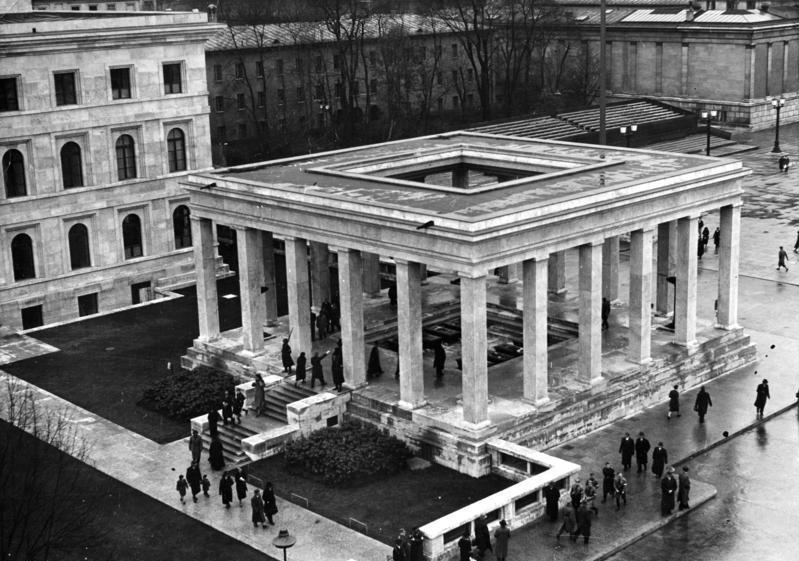
Um dos Ehrentempels de Munique (Templos de Honra), 1936

Os 15 insurgentes caídos, bem como o espectador Karl Kuhn, foram considerados os primeiros "mártires de sangue" do Partido Nazista e foram lembrados por Hitler no prefácio de Mein Kampf. A bandeira nazista que eles carregavam, que no decorrer dos acontecimentos ficou manchada de sangue, ficou conhecida como Blutfahne (“bandeira de sangue”) e foi hasteada para a tomada de posse de novos recrutas em frente ao Feldherrnhalle quando Hitler estava no poder.
Pouco depois de ele chegar ao poder, um memorial foi colocado no lado sul do Feldherrnhalle coroado com uma suástica. A parte de trás do memorial dizia Und ihr habt doch gesiegt! ('E você triunfou mesmo assim!'). Atrás dela foram colocadas flores e policiais ou SS montavam guarda entre uma placa inferior. Os transeuntes eram obrigados a fazer a saudação nazista. O golpe também foi comemorado em três conjuntos de selos. Mein Kampf foi dedicado aos caídos e, no livro Ich Kämpfe (dado aos que aderiram ao partido por volta de 1943), eles são listados primeiro, embora o livro liste centenas de outros mortos. O texto do cabeçalho do livro dizia "Embora estejam mortos por seus atos, eles viverão para sempre." O exército tinha uma divisão chamada Regimento Feldherrnhalle, e também havia uma Divisão SA Feldherrnhalle.
Der neunte Elfte (9 de novembro, literalmente "o nono do décimo primeiro") tornou-se uma das datas mais importantes do calendário nazista, especialmente após a tomada do poder em 1933. Anualmente, até a queda da Alemanha nazista, o golpe seria comemorado em todo o país, com os principais eventos ocorrendo em Munique. Na noite de 8 de novembro, Hitler discursaria aos Alte Kämpfer ('Velhos Combatentes') no Bürgerbräukeller (depois de 1939, o Löwenbräu, em 1944 no Edifício Circus Krone), seguido no dia seguinte por uma reconstituição da marcha pelas ruas de Munique. O evento culminaria com uma cerimônia em memória dos 16 mortos na Königsplatz.
O aniversário pode ser um momento de tensão na Alemanha Nazista. A cerimônia foi cancelada em 1934, como aconteceu depois da chamada Noite das Facas Longas. Em 1938, coincidiu com a Kristallnacht, e em 1939 com a tentativa de assassinato de Hitler por Johann Georg Elser. Com a eclosão da guerra em 1939, as preocupações com a segurança fizeram com que a reconstituição da marcha fosse suspensa, para nunca mais ser retomada. No entanto, Hitler continuou a fazer o seu discurso de 8 de novembro até 1943. Em 1944, Hitler faltou ao evento e Heinrich Himmler falou em seu lugar. À medida que a guerra avançava, os residentes de Munique passaram a temer cada vez mais a aproximação do aniversário, preocupados com o facto de a presença dos principais líderes nazis na sua cidade funcionar como um íman para os bombardeiros aliados.
Esperava-se também que cada Gau (região administrativa da Alemanha) realizasse uma pequena cerimônia em memória. Como dizia o material entregue aos propagandistas, os 16 caídos foram as primeiras perdas e a cerimônia foi uma ocasião para homenagear todos os que morreram pelo movimento.
Em 9 de novembro de 1935, os mortos foram retirados de seus túmulos e levados para Feldherrnhalle. As SA e SS os levaram até a Königsplatz, onde dois Ehrentempel ("templos de honra") foram construídos. Em cada uma das estruturas, oito dos nazistas mortos foram enterrados em um sarcófago que leva seu nome.

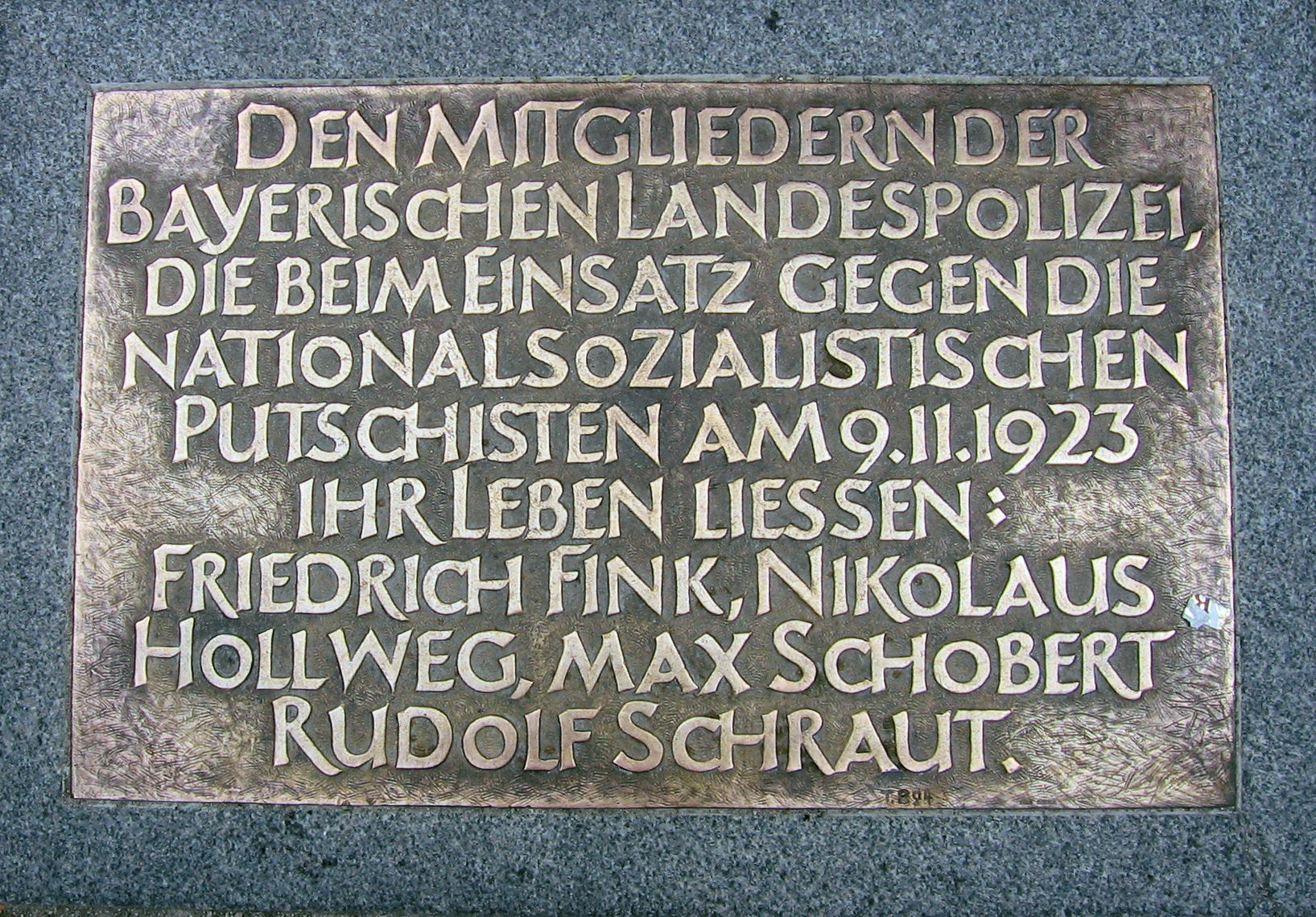
Placa em homenagem aos policiais que morreram no Putsch

Em junho de 1945, a Comissão Aliada removeu os corpos dos Ehrentempels e contactou as suas famílias. Eles tiveram a opção de enterrar seus entes queridos em cemitérios de Munique em sepulturas não identificadas ou cremá-los, prática comum na Alemanha para corpos não reclamados. Em 9 de janeiro de 1947, as partes superiores das estruturas foram explodidas.

Desde 1994, uma placa comemorativa embutida na calçada em frente ao Feldherrnhalle contém os nomes dos quatro policiais bávaros que morreram na luta contra os nazistas. A placa diz:
Den Mitgliedern der Bayerischen Landespolizei, die beim Einsatz gegen die Nationalsozialistischen Putschisten am 9.11.1923 Ihr Leben ließen. ("Aos membros da Polícia da Baviera, que deram as suas vidas na oposição ao golpe nacional-socialista de 9 de novembro de 1923:...")